# Skrvenica
Skrvenica är en by i kommunen Dimitrovgrad, distriktet Pirot i Serbien. Enligt folkräkningen 2002 har byn en befolkning på 32 personer.